# マルセル盗難事件
マルセル盗難事件（マルセルとうなんじけん）は、1968年に発生した美術絵画品盗難事件。

## 概要
1968年（昭和43年）、京都国立近代美術館で11月9日から開催されていた「ロートレック展」の最終日の12月27日にフランスから借りて展示されていた油彩絵画のうちの一つ「マルセル」（時価3500万円相当）が消えた。大騒動となり、当直の守衛が自死する事態にもなった。
盗難から3日後の12月30日に美術館から約200メートル離れた自転車置き場で額縁だけが発見され、現場の西側にシューズの跡が残されていた。また、「マルセル」は一番人気があった作品だったが、隣にあった『酒場「スター」のイギリス娘』（時価1億円以上）は盗まれていなかったことから、換金目的ではなく「マルセル」の熱狂的なファンの仕業と考えられた。
事件から7年後の1975年（昭和50年）12月27日、窃盗罪の公訴時効が成立した。
その後『マルセル』は、時効成立後の1976年（昭和51年）1月、大阪市に住む会社員夫婦が「盗まれた『マルセル』ではないか」と新聞社に連絡してきたことで発見された。会社員夫婦によると「『マルセル』は知人で京都に住む中学教諭から預かったもので、風呂敷に包まれた中身を確かめずに押し入れに置いていた」という。中学教諭は「知人から預かっており中身を知らなかった。知人の名は信義があるので言えない」などと主張し、時効のため詳しい真相を追究はされなかった。
2月27日、「マルセル」は読売新聞社（展覧会の主催）を経て、貸出し元だったトゥールーズ＝ロートレック美術館（Musée Toulouse-Lautrec、フランスアルビ）に無事戻った。しかし、犯人および動機は不明のままである。

## 事件を扱った作品
- 沢野久雄「失踪」朝日新聞社 1970（盗難事件を取り上げた小説。1969年に朝日新聞で連載）
- 髙樹のぶ子「マルセル」 単行本：毎日新聞社2012ISBN 978-4-62010777-6／文庫：文藝春秋社 2015ISBN 978-4-16-790359-6（盗難事件を追った新聞記者の娘を主人公とした小説。2011年に毎日新聞朝刊で1年にわたり連載）
- 浅見溪「マルセル嬢盗難」新幹社2014 ISBN 978-4-88400108-7（事件を追った新聞記者の取材メモを基にしたフィクション小説）